# Sankar Adhya
Sankar Adhya (Calcuta, 4 de octubre de 1937) es un biólogo molecular y genetista indio.

## Biografía
Adhya nació en Calcuta, India y estudió química en la Universidad de Calcuta. Posteriormente obtuvo un doctorado de la Universidad de Calcuta en bioquímica y un segundo doctorado en genética de la Universidad de Wisconsin-Madison. Después de una formación postdoctoral en la Universidad de Stanford, el Instituto Bose y la Universidad de Rochester, se unió al recién formado Laboratorio de Biología Molecular (LMB) del NIH en 1971. Desde entonces ha permanecido activo en el NIH y actualmente es Jefe de la sección de Genética del Desarrollo de la LMB.
Está vinculado al Instituto Nacional del Cáncer (NCI) y es miembro de la Academia Nacional de Ciencias. Es mejor conocido por su trabajo sobre la transcripción bacteriana y la biología del bacteriófago lambda. Ha realizado importantes contribuciones sobre las bases físicas de la regulación transcripcional en bacterias, el cambio de lisis/lisogenia en el fago lambda, la organización del nucleoide bacteriano y la terapia de fagos.
Fue elegido miembro de la Academia Nacional de Ciencias en 1994 y de otras organizaciones como la Academia Nacional de Ciencias de la India en 1995, la Academia Estadounidense de las Artes y las Ciencias en 2009 y la Academia Húngara de Ciencias en 2010 como miembro extranjero.

## Publicaciones seleccionadas
- Adhya, S; Gottesman, M (1978). «Control of transcription termination». Annual Review of Biochemistry 47 (1): 967-996. PMID 354508. doi:10.1146/annurev.bi.47.070178.004535.
- Irani, M; Orosz, L; Adhya, S (1983). «A control element within a structural gene: the gal operon of Escherichia coli». Cell 32 (3): 783-788. PMID 6299576. S2CID 41077642. doi:10.1016/0092-8674(83)90064-8.
- Adhya, S (1989). «Multipartite genetic control elements: communication by DNA loop». Annual Review of Genetics 23 (1): 227-250. PMID 2694932. doi:10.1146/annurev.ge.23.120189.001303.
- Merril, C; Biswas, B; Carlton, R; Jensen, N; Creed, G; Zullo, S; Adhya, S (1996). «Long-circulating bacteriophage as antibacterial agents». Proceedings of the National Academy of Sciences 93 (8): 3188-3192. Bibcode:1996PNAS...93.3188M. PMC 39580. PMID 8622911. doi:10.1073/pnas.93.8.3188.
- Merril, C; Scholl, D; Adhya, S (2003). «The prospect for bacteriophage therapy in Western medicine». Nature Reviews Drug Discovery 2 (6): 489-497. PMID 12776223. S2CID 23298353. doi:10.1038/nrd1111.
- Oppenheim, A; Kobiler, O; Stavans, J; Court, D; Adhya, S (2005). «Switches in bacteriophage lambda development». Annual Review of Genetics 39 (1): 409-429. PMID 16285866. doi:10.1146/annurev.genet.39.073003.113656.